# Karl Kloß

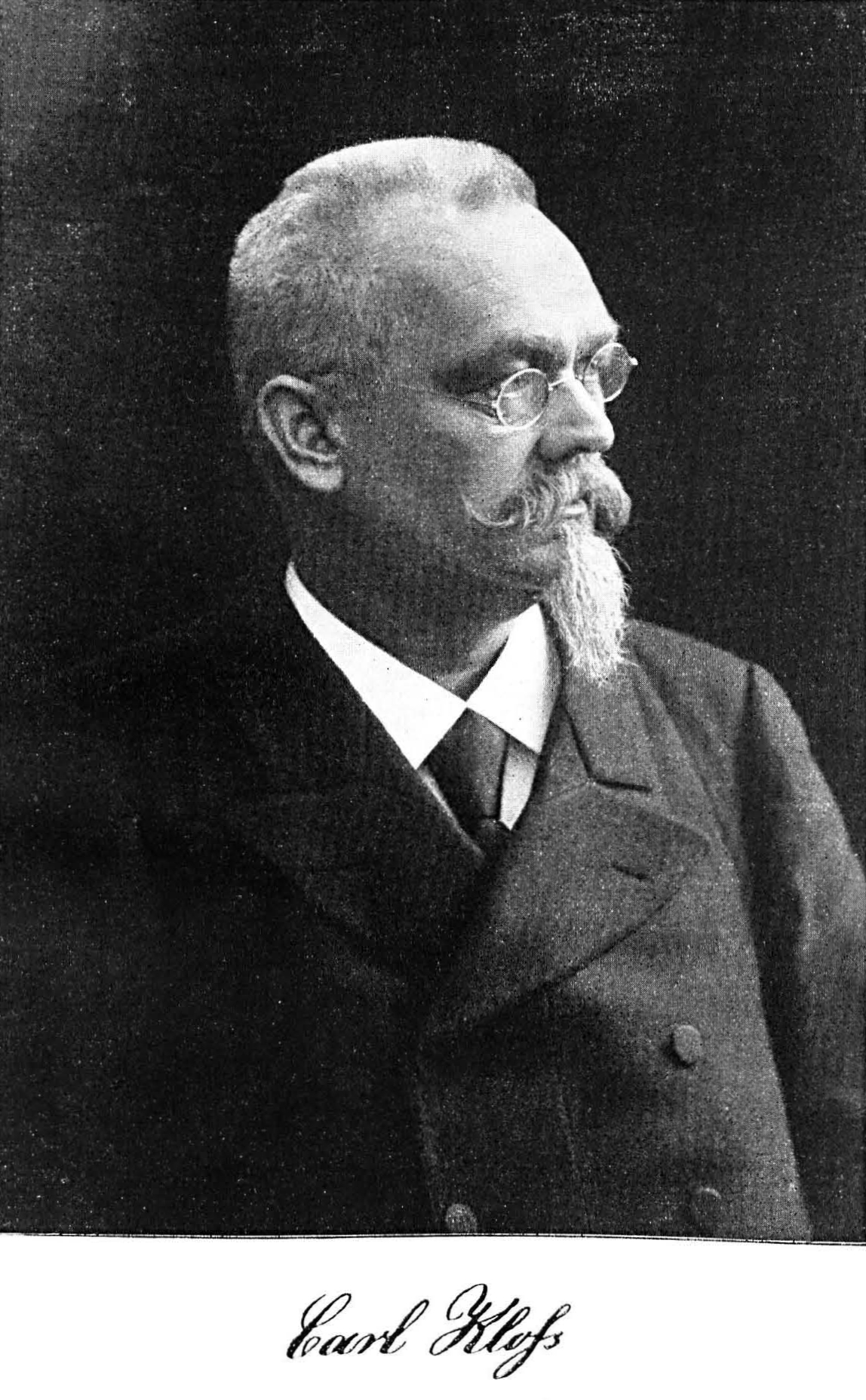
Karl Kloß.

Karl August Kloß (* 13. April 1847 in Berlin; † 12. Februar 1908 in Hamburg) war ein deutscher Schreiner, Gewerkschafter, Sozialist und Politiker der Sozialistischen Arbeiterpartei Deutschlands (SAP) und der Sozialdemokratischen Partei Deutschlands (SPD). Er war Mitglied des Stuttgarter Bürgerausschuss und Gemeinderates, außerdem des Württembergischen Landtages und von 1898 bis 1903 erster sozialdemokratischer Reichstagsabgeordneter aus Württemberg. Die Karl-Kloß-Jugendbildungsstätte wurde nach ihm benannt.

## Leben
Kloß arbeitete zunächst als Schreiner in Stuttgart. Bereits seit 1874 und damit vor dem Sozialistengesetz war er führender Funktionär im Tischlerbund in Stuttgart. Hier war er im November 1880 auch Mitbegründer und Vorsitzender des Fachvereins der Schreiner. In dieser Funktion war er maßgeblich verantwortlich für die erfolgreiche Durchführung des Stuttgarter Schreinerstreiks im Sommer 1883. In der Folge wurde Kloß Vorsitzender des am 27./29. Dezember 1883 gegründeten Zentralverband der Vereine der Tischler (Schreiner) Deutschlands mit Sitz in Stuttgart. Der Zentralverband war eine Dachorganisation von 39 Fachvereinen und Lokalorganisationen. Kloß nutzte die in den Arbeitskämpfen gewonnenen Erfahrungen, um auch Lohnbewegungen anderer Berufsgruppen zu unterstützen und trieb so den Aufbau der württembergischen Arbeiterbewegung voran. So nannten die Nürtinger Korsettweber Kloß in einem Aufruf im Februar 1886 einen wichtigen Helfer bei ihrem Arbeitskampf. Die württembergischen Korsettweber waren im August 1883 erstmals in einen Lohnkampf eingetreten, der nach langwierigen Auseinandersetzungen im Jahr 1885 landesweit mit der Zusicherung von Lohnerhöhungen zwischen 25 und 33 % endete. Nach der Umwandlung des Dachverbands wurde Kloß 1886 Vorsitzender des neu gegründeten Deutschen Tischler-Verbands. Kloß war Delegierter auf dem Internationalen Arbeiterkongress am 100. Jahrestag des Sturms auf die Bastille, der vom 14. bis 20. Juli 1889 in Paris stattfand, als Gewerkschaftsvertreter der deutschen Tischler. Von 1893 bis zu seinem Tod war er Vorsitzender des Deutschen Holzarbeiter-Verbandes (DHV) mit Sitz in Stuttgart. Der DHV wurde auf dem ersten deutschen Holzarbeiterkongress (4. bis 7. April 1893 in Kassel) als Zusammenschluss aller Holzarbeitergewerkschaften in Deutschland gegründet. Kloß war zwischen 1890 und 1893 Mitglied der Generalkommission der Gewerkschaften Deutschlands. Außerdem war er von 1893 und 1908 Internationaler Sekretär der Holzarbeiter.

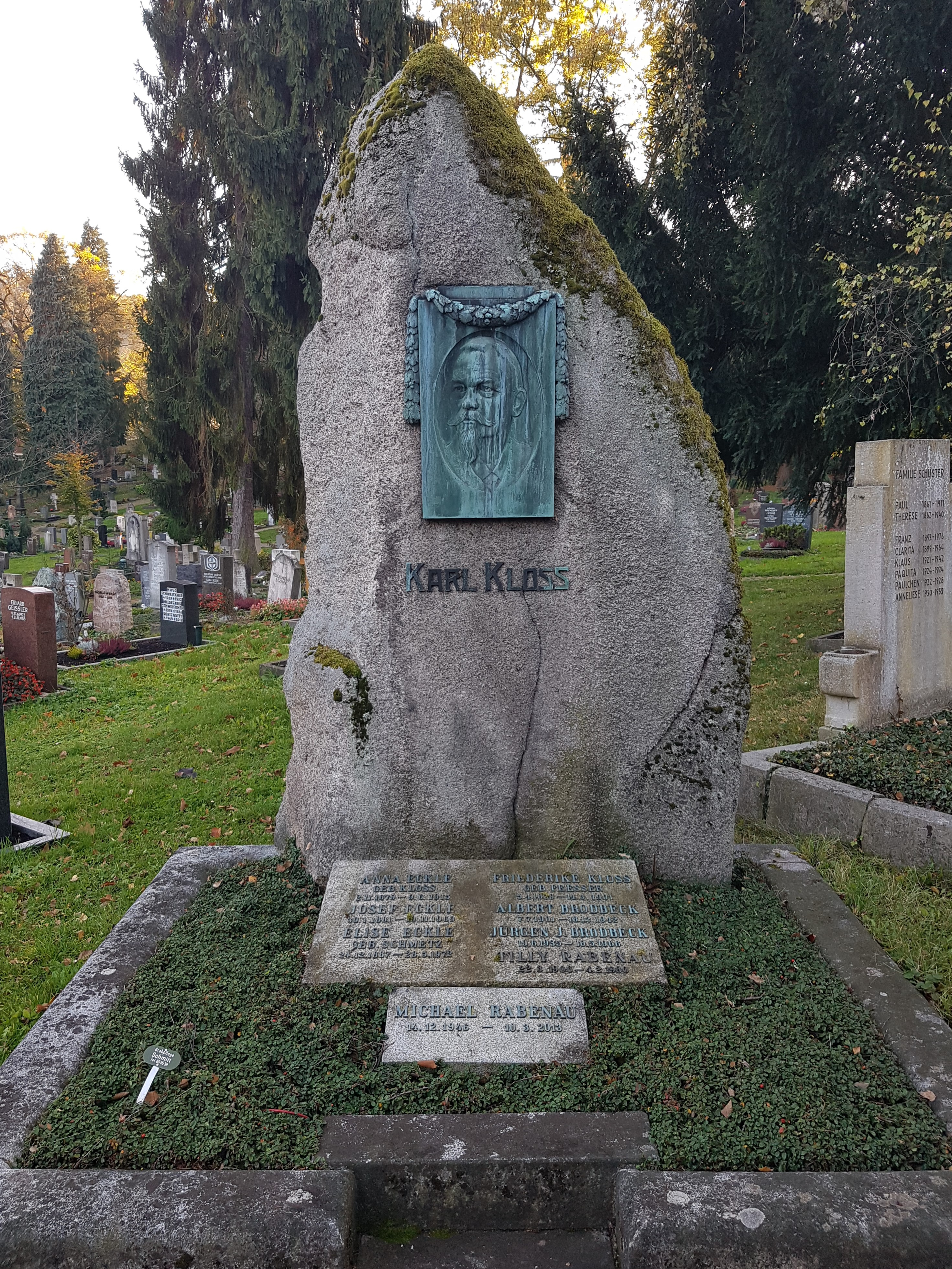
Grabstätte auf dem Heslacher Friedhof

Im Jahr 1876 wurde er Mitglied der SAP, der SPD-Vorgängerpartei. In Stuttgart war Kloß zwischen 1891 und 1896 Mitglied des Bürgerausschusses und von 1897 bis 1908 des Gemeinderates. Dem Württembergischen Landtag gehörte er von 1895 bis 1908 an. 1890 und 1893 kandidierte er für den Reichstag, unterlag jedoch in Stichwahlen jeweils knapp seinem nationalliberalen Gegenkandidaten. 1898 gelang ihm, im ersten Wahlgang eine absolute Mehrheit zu erringen. Von 1898 bis 1903 war Kloß Mitglied des Reichstags und vertrat dort den Wahlkreis Württemberg 1 (Stuttgart Stadt und Amt).
Er starb 1908 in Hamburg während einer Vortragsreise. Karl Kloß genoss hohes Ansehen und Popularität in der Bevölkerung. So fand anlässlich seiner Beerdigung einer der größten Trauerzüge in der Geschichte Stuttgarts statt: Als sein Sarg schon am Krematorium auf dem Pragfriedhof Stuttgart angekommen war, marschierten die letzten Teilnehmer im Stadtteil Heslach erst los. Er wurde später auf dem Heslacher Friedhof in Abteilung 15 bestattet.